# Taalsee
Der Taalsee oder Lake Taal ist ein Süßwassersee auf der philippinischen Insel Luzon. Der See befindet sich innerhalb einer Caldera, die durch einen heftigen Vulkanausbruch vor etwa 500.000 bis 100.000 Jahren gebildet wurde.
Der Taalsee war früher unter dem Namen Bombon-See bekannt und ist der drittgrößte See des Inselstaates, nach dem Laguna de Bay und dem Lanao-See auf Mindanao. Der aktive Vulkan Taal, der für den Schwefelgehalt des Sees verantwortlich ist, liegt auf einer Insel im Zentrum des Gewässers, die als Volcano Island bezeichnet wird. Die Insel wird von den Einheimischen auch Pulo oder Inselchen genannt. Inmitten dieser Insel liegt ein Kratersee, welcher der weltgrößte See auf einer Insel in einem See auf einer Insel ist – und er selbst enthält wieder eine sehr kleine Insel: Vulcan Point. 1996 wurde der Taalsee zum Taal-Volcano-National Park erklärt. Beim Ausbruch des Vulkans im Januar 2020 wurde der größte Teil des Kratersees auf Volcano Island geleert.

## Geographie

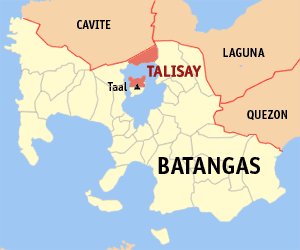
Karte Batangas' mit dem Taalsee

Der See befindet sich im Zentrum der Provinz Batangas etwa 60 km von der Hauptstadt Manila entfernt. Er hat eine maximale Länge von 25 km und eine Breite von 18 km. Mit einer Tiefe von bis zu 172 m gilt er als der tiefste See des Landes. Seine Fläche beträgt 234,2 km² und seine Uferlinie nimmt insgesamt 115 km in Anspruch.
An seiner Küste liegen im Uhrzeigersinn die Ortschaften Talisay im Norden, Tanauan City im Nordosten, Balete, Mataas na Kahoy und Lipa City im Osten, Cuenca, Alitagtag, Santa Teresita und San Nicolas im Süden, Agoncillo im Westen, sowie Laurel im Nordwesten.
Sein Ausfluss ist der Pansipit River, der an der südwestlichen Ecke des Sees austritt und etwa 10 km zur Bucht von Balayan strömt. Im Nordwesten erhebt sich ein Bergrücken als ein Teil des erweiterten Kraterrandes auf bis zu 640 m über den Meeresspiegel, auf dem die größte Stadt des Einzugsgebietes, Tagaytay City, liegt. Im Süden und Osten präsentiert sich die Umgebung dagegen zumeist weitaus abschüssiger.

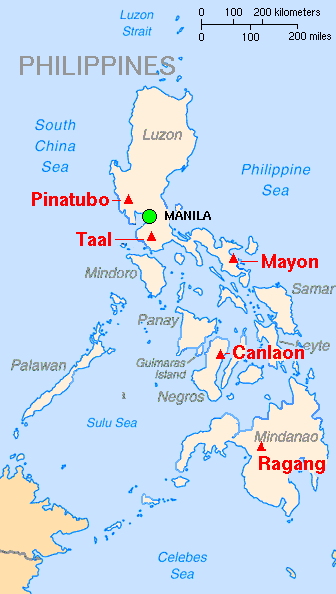
Karte der wichtigsten Vulkane der Philippinen

Das Gebiet ist weiterhin vulkanisch aktiv. So zeigt sich auf der Vulkaninsel inmitten des Sees  ein weiterer Kratersee mit einer Wasserfläche von 30 ha, der durch einen Ausbruch im Jahre 1911 entstanden ist. Ein neuerer Krater findet sich 2 km vom Kratersee entfernt und wurde bei einer Eruption im Jahre 1967 gebildet. Im See befinden sich insgesamt zwei Inseln. Neben der bereits genannten markanten Volcano Island, mit einer Landfläche von 45 km², umfasst der Taalsee die Insel Laurel Island mit einer Fläche von knapp einem Quadratkilometer.

## Geschichte
Der Taalsee war ursprünglich ein weit ausladender Arm der Balayan-Bucht. Eine Serie mächtiger Eruptionen im 16. Jahrhundert schuf eine Landbrücke, die den See vom Meer abtrennte. Heute stellt lediglich der Pansipit River eine Verbindung zwischen dem See und dem Meer dar. Über die Jahrhunderte haben Niederschläge das ehemals salzhaltige Wasser verdünnt und in ein Süßgewässer gewandelt.
Durch zahlreiche nachfolgende Ausbrüche wurden viele Siedlungen in der Nähe des Vulkans niedergebrannt, so dass heutzutage nur drei Ortschaften direkt an der Küste des Sees angesiedelt sind. Dagegen befinden sich viele ehemals an dem See gelegene Bauten und Wälle mittlerweile unterhalb der Wasserlinie des Taalsees.

## Ökologie

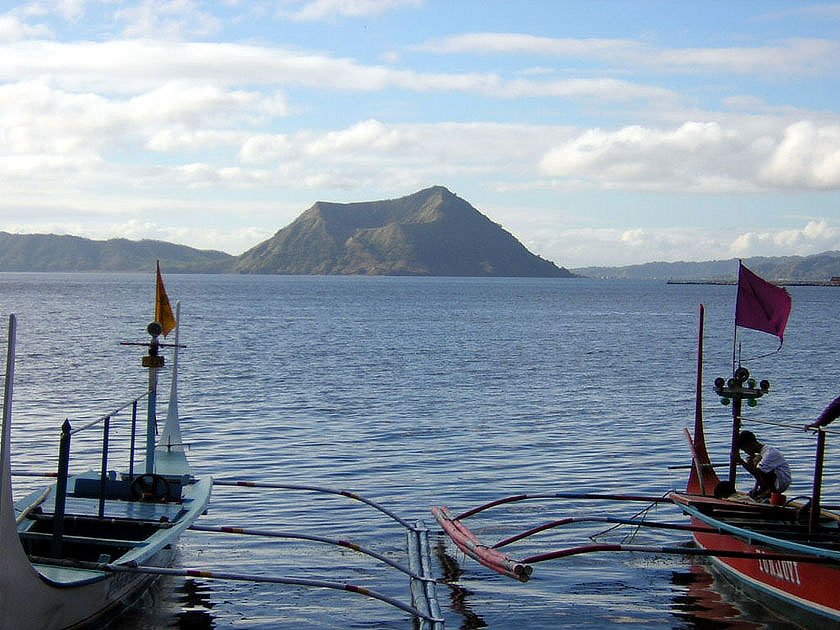
Taalsee und Vulkan vom Ufer aus gesehen

### Fischfauna
Da der See vormals mit dem Meer verbunden war, sind noch heute viele Salzwasserarten in ihm beheimatet, die sich der Entsalzung des Seewassers angepasst haben. Es gibt insgesamt zwei endemische Fischarten in See, Sardinella tawilis, eine Süßwassersardine und Barbodes hemictenus, eine Barbe. In dem See finden sich die dem Süßwasser angepasste Stachelmakrelenart Caranx ignobilis. Dieser Fisch findet sich ebenso im Pansipit River und wird in der einheimischen Sprache Maliputo genannt. Der bedeutendste Fisch ist eine Heringsart Harengula tawilis, die die wichtigste Lebensgrundlage der Fischerei darstellt. Die Fischfauna beinhaltet zudem bedeutende Wanderfische, wie Meeräschen (Mugilidae), die sich im jungen Alter zusammen mit der Stachelmakrele den Pansipit River hinaufbewegen, ihr Leben bis zur Geschlechtsreife im See verbringen, um dann in das Meer zurückzukehren. Diese Fische bilden schließlich die Basis der einheimischen Fischindustrie am Taalsee. Durch die Überfischung nimmt jedoch die Anzahl der Fische im Fluss stetig ab.
Der Bullenhai (Carcharhinus leucas) war ebenso einmal ein Teil des mannigfaltigen Ökosystems des Sees, bevor er von den Anwohnern in den 1930er Jahren ausgerottet wurde. Der Taalsee ist weiterhin die Heimat der seltenen Seeschlange Hydrophis semperi, eine von nur zwei bekannten, gänzlich im Süßwasser lebenden Seeschlangenarten.
Das Einzugsgebiet ist großteils entwaldet und wurde für die Agrarwirtschaft aufbereitet. Der Kokosnussanbau spielt dabei eine wichtige Rolle. Er steht in Verbindung mit weiteren Nutzpflanzen, wie Kaffee, Kakao und Maniok, die zwischen den Stämmen der Kokospalmen angepflanzt werden. Andere Gebiete werden von Grasland (Imperata cylindrica) dominiert und dienen als Weideflächen für die Viehzucht.

### Fischsterben
Am 5. Januar 2008 berichtete das Amt für Fischerei und Meeresressourcen (Bureau of Fisheries and Aquatic Resources) (BFAR) von einem Fischsterben, das sich im Taalsee zwischen dem 2. und 4. Januar ereignet hatte und den Verlust von 50 Kubikmeter gezüchteten Tilapia im Wert von ca. 3,25 Millionen PHP (etwa 52.000 €) in den Ortschaften Leviste and Balakilong der Gemeinde Laurel sowie im Barangay Aya und dem Barangay Quiling in Talisay zur Folge hatte. Zudem starben weitere 6.000 Maliputofische in Quiling. Schuld an der lokalen Katastrophe war das Auftreten von toxischem Schwefel zusammen mit einem hohen Grad an Schwefelwasserstoff bei einem gleichzeitig schwachen Vorkommen von gelöstem Sauerstoff, der sich im See bei Ambulong entwickelt hatte.

## Tourismus
Für Touristen werden regelmäßig Touren zum See angeboten. Nach einer Überfahrt über den See können Besucher auf Pferden den Gipfel des Vulkans erklimmen, wobei man einen beeindruckenden Überblick über den See und die ihn umgebende Landschaft bekommt.
Gegen Mitte des Jahres 2007 plante die südkoreanische Firma Jung Ang Interventure den Bau eines Heilbades auf der Vulkaninsel. Nach kontroversen Diskussionen unter verschiedenen Regierungsmitgliedern und aufgrund der öffentlichen Kritik wurden die Planungen im Spätjahr jedoch bis auf weiteres zurückgestellt.

## Galerie

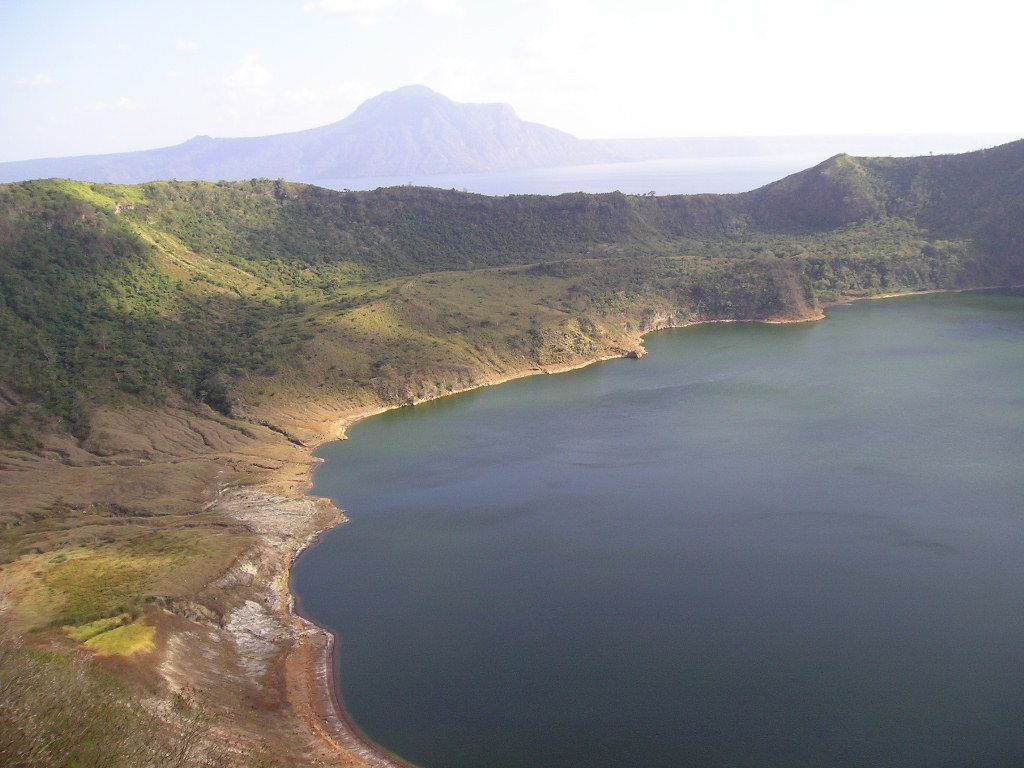
Taal Vulkankratersee (2005)
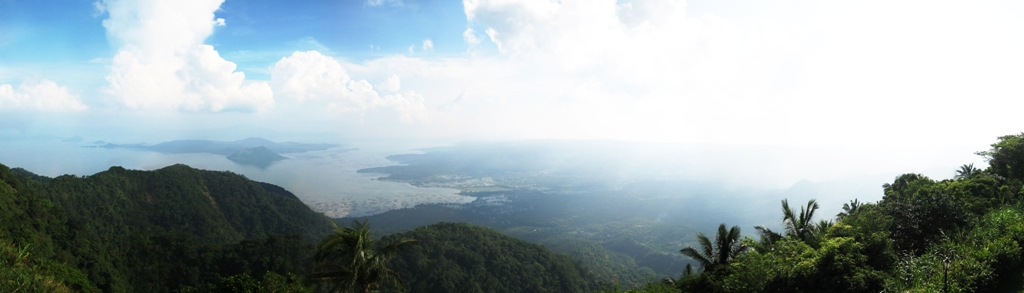
Vulkan Taal (2007)
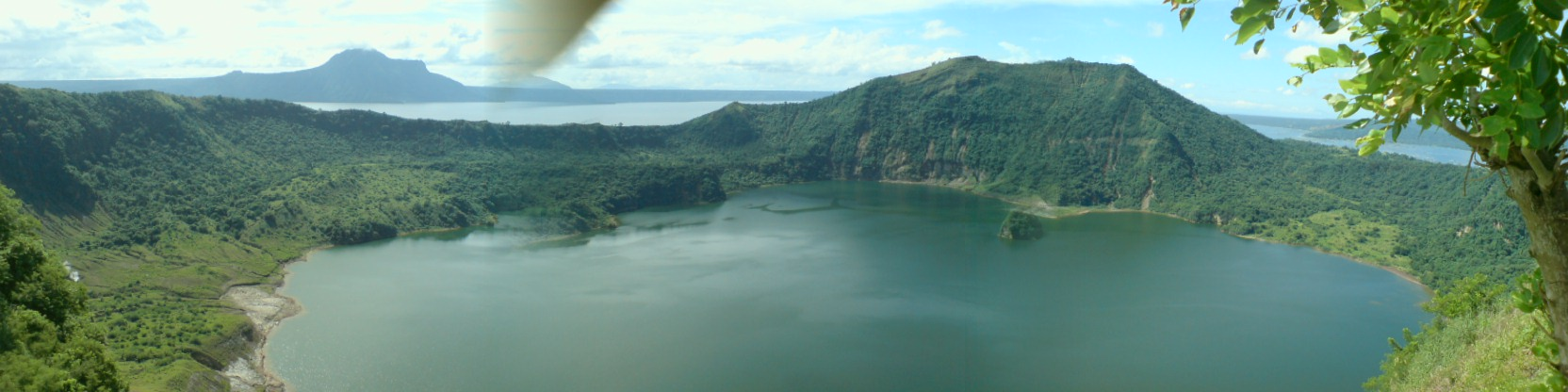
Taalkrater-Panorama (Oktober 2007)